# Francis Scott, 2. Duke of Buccleuch
Francis Scott, 2. Duke of Buccleuch KT, FRS (* 11. Januar 1695; † 22. April 1751 in London) war ein schottischer Adliger.
Francis Scott war der einzige Sohn des James Scott, Earl of Dalkeith, und dessen Gemahlin Henrietta Hyde. 1732 erbte er die zur Peerage of Scotland gehörenden Adelstitel seiner Großmutter Anne als 2. Duke of Buccleuch, 5. Earl of Buccleuch, 2. Earl of Dalkeith, 6. Lord Scott of Buccleuch und 6. Lord Scott of Whitchester and Eskdaill.
Der Duke bekleidete das Amt des Großmeisters der Freimaurer 1723 bis 1724 und war 1734 bis 1741 Representative Peer für Schottland im House of Lords. 1742 wurden für ihn auch die Titel 2. Earl of Doncaster und 2. Baron Scott of Tindale wiederhergestellt, die seinem Großvater James Scott, 1. Duke of Monmouth 1685 wegen Hochverrats aberkannt worden waren. Diese Titel gehören zur Peerage of England und waren mit einem erblichen Sitz im House of Lords verbunden.
Buccleuch heiratete in erster Ehe 1720 Jane (1701–1729), Tochter des James Douglas, 2. Duke of Queensberry, mit der er einen Sohn hatte:
- Francis Scott, Earl of Dalkeith (1721–1750)

Seine zweite Ehefrau wurde 1744 Alice, Tochter des Joseph Powell. Er hatte zudem mehrere außerehelich geborene Kinder. Die britische Schriftstellerin Lady Louisa Stuart beschrieb ihn als „jämmerlichen Charakter ohne jeden Anstand“.
Seine Adelstitel erbte, da sein Sohn Francis vor ihm starb, sein Enkel Henry Scott als 3. Duke.